# Марко Миловановић (фудбалер, 2003)
Марко Миловановић (Смедерево, 4. августа 2003) српски је фудбалер који тренутно наступа за Алмерију.

## Статистика

### Клупска
Ажурирано 6. септембра 2022.
|          |          |                  |    |   |   |   |   |   |   |   |    |   |  |  |
| Партизан | 2020/21. | Суперлига Србије | 0  | 0 | 0 | 0 | — | — | — | — | 0  | 0 |  |  |
| Партизан | 2021/22. | Суперлига Србије | 18 | 1 | 3 | 1 | 7 | 1 | — | — | 28 | 3 |  |  |
| Партизан | Укупно   | Укупно           | 18 | 1 | 3 | 1 | 7 | 1 | — | — | 28 | 3 |  |  |
|          |          |                  |    |   |   |   |   |   |   |   |    |   |  |  |
| Алмерија | 2022/23. | Ла Лига          | 1  | 0 | 0 | 0 | — | — | — | — | 1  | 0 |  |  |
|          |          |                  |    |   |   |   |   |   |   |   |    |   |  |  |
| Каријера | Каријера | Каријера         | 19 | 1 | 3 | 1 | 7 | 1 | — | — | 29 | 3 |  |  |
|          |          |                  |    |   |   |   |   |   |   |   |    |   |  |  |

### Утакмице у дресу репрезентације
| Репрезентација Србије у узрасту до 19 година старости | Репрезентација Србије у узрасту до 19 година старости | Репрезентација Србије у узрасту до 19 година старости | Репрезентација Србије у узрасту до 19 година старости | Репрезентација Србије у узрасту до 19 година старости | Репрезентација Србије у узрасту до 19 година старости | Репрезентација Србије у узрасту до 19 година старости | Репрезентација Србије у узрасту до 19 година старости | Репрезентација Србије у узрасту до 19 година старости | Репрезентација Србије у узрасту до 19 година старости |
| #                                                     | Датум                                                 | Такмичење                                             | Локација                                              | Домаћин                                               | Резултат                                              | Гост                                                  | Гол                                                   | Реф.                                                  |                                                       |
| ----------------------------------------------------- | ----------------------------------------------------- | ----------------------------------------------------- | ----------------------------------------------------- | ----------------------------------------------------- | ----------------------------------------------------- | ----------------------------------------------------- | ----------------------------------------------------- | ----------------------------------------------------- | ----------------------------------------------------- |
| 1.                                                    | 8. октобар 2021.                                      | Пријатељска утакмица                                  | Кућа фудбала, Стара Пазова                            | Србија                                                | 0 : 3                                                 | Босна и Херцеговина                                   |                                                       | [ 10 ]                                                |                                                       |
| 1                                                     | Укупан број утакмица и постигнутих погодака           | Укупан број утакмица и постигнутих погодака           | Укупан број утакмица и постигнутих погодака           | Укупан број утакмица и постигнутих погодака           | Укупан број утакмица и постигнутих погодака           | Укупан број утакмица и постигнутих погодака           | Укупан број утакмица и постигнутих погодака           | 0                                                     |                                                       |